# Database distribuito
In informatica un database distribuito è un database che si trova sotto il controllo di un database management system (DBMS) nel quale gli archivi di dati non sono memorizzati sullo stesso computer bensì su più elaboratori o nodi. In altri termini il database in senso fisico può essere dislocato in più computer situati nello stesso luogo, oppure distribuito in una rete di computer connessi tra loro sotto forma appunto di sistema distribuito.

## Descrizione
Formalmente si ha uno schema logico globale comune a tutti i nodi ed un insieme di schemi logici locali che dipendono funzionalmente da quello globale. 
Per passare dallo schema logico globale a quelli locali si operano delle trasformazioni chiamate frammentazioni. 
Il DBMS serve a strutturare i dati ed accedere in modo intelligente ed efficace alle informazioni ed inoltre deve garantire:
- affidabilità perché i dati devono essere mantenuti anche in caso di malfunzionamento;
- riservatezza, perché i dati devono essere protetti, per impedire che il database venga danneggiato da interventi non autorizzati (attacco ai database).

Inoltre il DBMS deve essere in grado di garantire le proprietà ACID come nel caso di un DBMS centralizzato. 

### Architetture possibili
Esistono diverse modalità possibili di distribuzione dei dati:
- Frammenti orizzontali: sottoinsiemi di tuple (righe) da una relazione (tabella).
- Frammenti verticali: sottoinsiemi di attributi (colonne) da una relazione (tabella).
- Frammenti misti: combinazione di frammenti orizzontali e verticali o una collezione di oggetti in un database a oggetti (OODB).
- Database distribuiti omogenei: utilizzano solo un DBMS (ad esempio MySQL o Oracle).
- Database distribuiti eterogenei: utilizzano diversi DBMS (ad esempio MySQL e PostgreSQL).

Gli utenti possono accedere ai database distribuiti attraverso:
- Applicazioni locali: applicazioni che non richiedono dati da altri siti;
- Applicazioni globali: applicazioni che richiedono dati da altri siti.

### Considerazioni
I database distribuiti richiedono una attenta gestione per garantire che:
- La distribuzione sia trasparente; gli utenti cioè siano in grado di interagire con il sistema come se fosse un unico sistema logico, sia dal punto di vista delle prestazioni che per quanto riguarda i metodi di accesso;
- Le transazioni siano trasparenti; ogni transazione cioè mantenga l'integrità del database tra tutti i database distribuiti. Ciò normalmente si ottiene suddividendo la transazione principale in sub-transazioni, una per ogni database coinvolto.

## Frammentazione
La frammentazione è una proprietà tipica del DBMS distribuito che permette di allocare diverse porzioni del Database su nodi diversi. Esistono diverse tipologie di frammentazione: 
- frammentazione verticale, che tocca gli attributi di una specifica tabella;
- frammentazione orizzontale primaria, che tocca porzioni di tuple di una tabella;
- frammentazione orizzontale derivata, che tocca porzioni di tuple di due tabelle diverse unendole in un'unica tabella tramite chiave;
- frammentazione composta, che è una combinazione delle precedenti.

In generale la frammentazione deve rispettare le seguenti proprietà:
- completezza: ogni record della tabella di partenza deve essere poter ritrovato in uno dei due frammenti;
- ricostruibilità: la tabella di partenza deve essere ricostruita senza perdita di informazione a partire dai frammenti;
- disgiunzione: ogni record della tabella deve essere rappresentato in uno solo dei frammenti o, in alternativa, si parla di replicazione.

### Frammentazione verticale
Una frammentazione verticale è una partizione della relazione R in n relazioni dette frammenti definite:
{\displaystyle R=\{R_{1},...,R_{n}\}}
{\displaystyle Schema(R)=L=(A_{1},...A_{m})}
genericamente
{\displaystyle Schema(R_{i})=L_{i}=(A_{i}1,...A_{i}k)}
La frammentazione verticale soddisfa la proprietà di completezza
{\displaystyle L_{1}\cup L_{2}\cup ...\cup L_{n}=L}
Per garantire la proprietà di ricostruibilità:
{\displaystyle L_{i}\cap L_{j}\supseteq key(R)\forall i\neq j}

### Frammentazione orizzontale
Una frammentazione orizzontale è una partizione definita su una relazione R tale che:
{\displaystyle Schema(R_{i})=Schema(R)\forall _{i}}
lo schema resti uguale in ogni frammento
{\displaystyle \forall _{i}\ R_{i}\subseteq R}
ogni frammento contiene un sottoinsieme dei record di R
{\displaystyle \forall _{i}\ R_{i}=\delta _{c}i(R)}
normalmente un frammento definito da una selezione
La frammentazione orizzontale soddisfa la proprietà di completezza:
{\displaystyle R_{i}\cup ...\cup R_{n}=R}
La proprietà di ricostruibilità è sempre garantita dall'unione.

## Replicazione
La replicazione è una proprietà tipica del DBMS distribuito che permette di allocare stesse porzioni del Database su nodi diversi. La replicazione si ritiene utile al fine di ridurre il trasferimento di informazioni tra i diversi nodi nell'ambito della stessa transazione o interrogazione. Dall'utilizzo della replicazione si ha un aumento della località dei dati utilizzati da ogni applicazione; si introduce tuttavia il problema delle transazioni multiple, ossia transazioni da eseguire su più nodi contemporaneamente.

## Trasparenza
La trasparenza è una proprietà tipica del DBMS distribuito che permette alle applicazioni di non conoscere nulla sulla dislocazione dei dati ma accedervi come se fosse un Database centralizzato.
Il DBMS fornisce diversi livelli di trasparenza, alcuni ereditati dalla tecnologia di DBMS centralizzato altri necessari per la gestione dell'architettura distribuita:
- Trasparenza fisica (tipica dei DBMS centralizzati), indipendenza dell'applicazione dalle modifiche allo schema fisico del Database;
- Trasparenza logica (tipica dei DBMS centralizzati), indipendenza dell'applicazione dalle modifiche allo schema logico del Database;
- Trasparenza di rete; indipendenza dell'applicazione dalla dislocazione dei dati nei diversi nodi, l'applicazione non conosce la topologia della rete;
- Trasparenza di frammentazione, indipendenza dell'applicazione dalla frammentazione dei dati, l'applicazione non conosce come sono frammentate le relazioni;
- Trasparenza di replicazione, indipendenza dell'applicazione dalla replicazione dei dati, l'applicazione non conosce quali siano le replicazioni presenti;
- Trasparenza di modello o linguaggio, indipendenza dell'applicazione dal modello o dal linguaggio utilizzato.